# Xuxchén
Xuxchén är en ort i Mexiko.   Den ligger i kommunen Aldama och delstaten Chiapas, i den sydöstra delen av landet, 700 km öster om huvudstaden Mexico City. Xuxchén ligger 1 127 meter över havet och antalet invånare är 469.
Terrängen runt Xuxchén är kuperad åt sydväst, men åt nordost är den bergig. Runt Xuxchén är det ganska tätbefolkat, med 134 invånare per kvadratkilometer. Närmaste större samhälle är Simojovel de Allende, 19,2 km norr om Xuxchén. I omgivningarna runt Xuxchén växer i huvudsak städsegrön lövskog.